# Brontolaemus agilis
Brontolaemus agilis är en skalbaggsart som beskrevs av Sharp in Sharp och Scott 1908. Brontolaemus agilis ingår i släktet Brontolaemus och familjen ritsplattbaggar. Inga underarter finns listade i Catalogue of Life.